# Schloss Übigau
Das Schloss Übigau ist ein barockes Schloss in Dresden. Es wurde 1724 bis 1726 im Auftrag des Reichsgrafen Jacob Heinrich von Flemming erbaut, aber bereits kurz vor seiner Fertigstellung von Kurfürst August dem Starken erworben. Mitte des 19. Jahrhunderts war es unter Johann Andreas Schubert der Verwaltungssitz der Maschinenbauanstalt Übigau und ist somit eng mit dem Bau der Saxonia, der ersten außerhalb Englands gebauten Lokomotive, verknüpft. In den 1920er Jahren diente es der benachbarten Schiffswerft Übigau als Firmensitz.
Schloss Übigau liegt direkt an der Elbe im heutigen Stadtteil Übigau. Es befand sich damit im ehemaligen Weltkulturerbe Dresdner Elbtal. Die ab den 1990er Jahren von verschiedenen Eigentümern geplante und dringend benötigte Sanierung des Kulturdenkmals kam bislang nicht zur Ausführung, so dass das Gebäude zusehends verfällt. Das Gebäude ist zu bestimmten Anlässen geöffnet, im Park wird während der Sommermonate eine Gastwirtschaft betrieben.

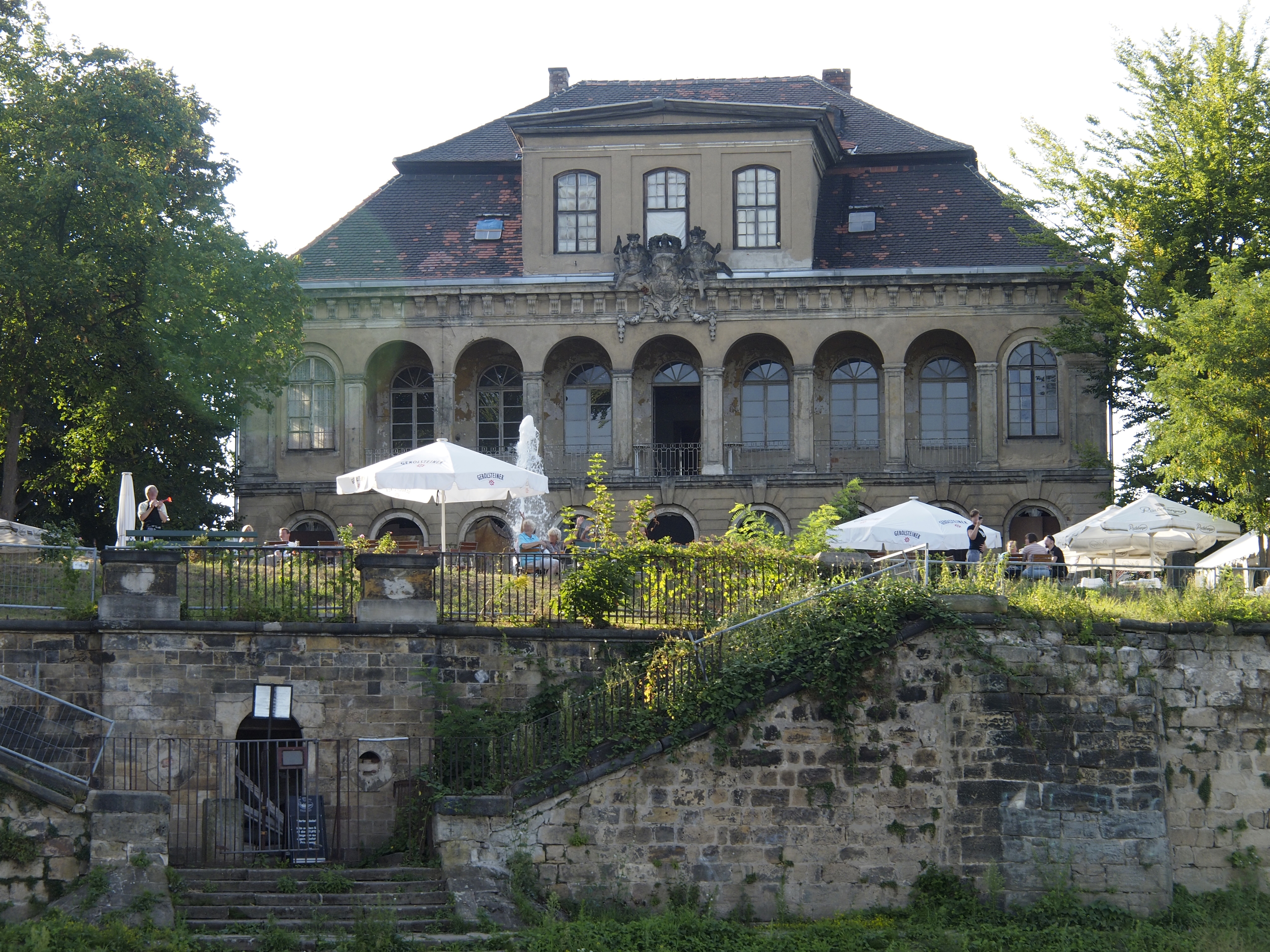
Das Übigauer Schloss, von der Elbseite aus gesehen

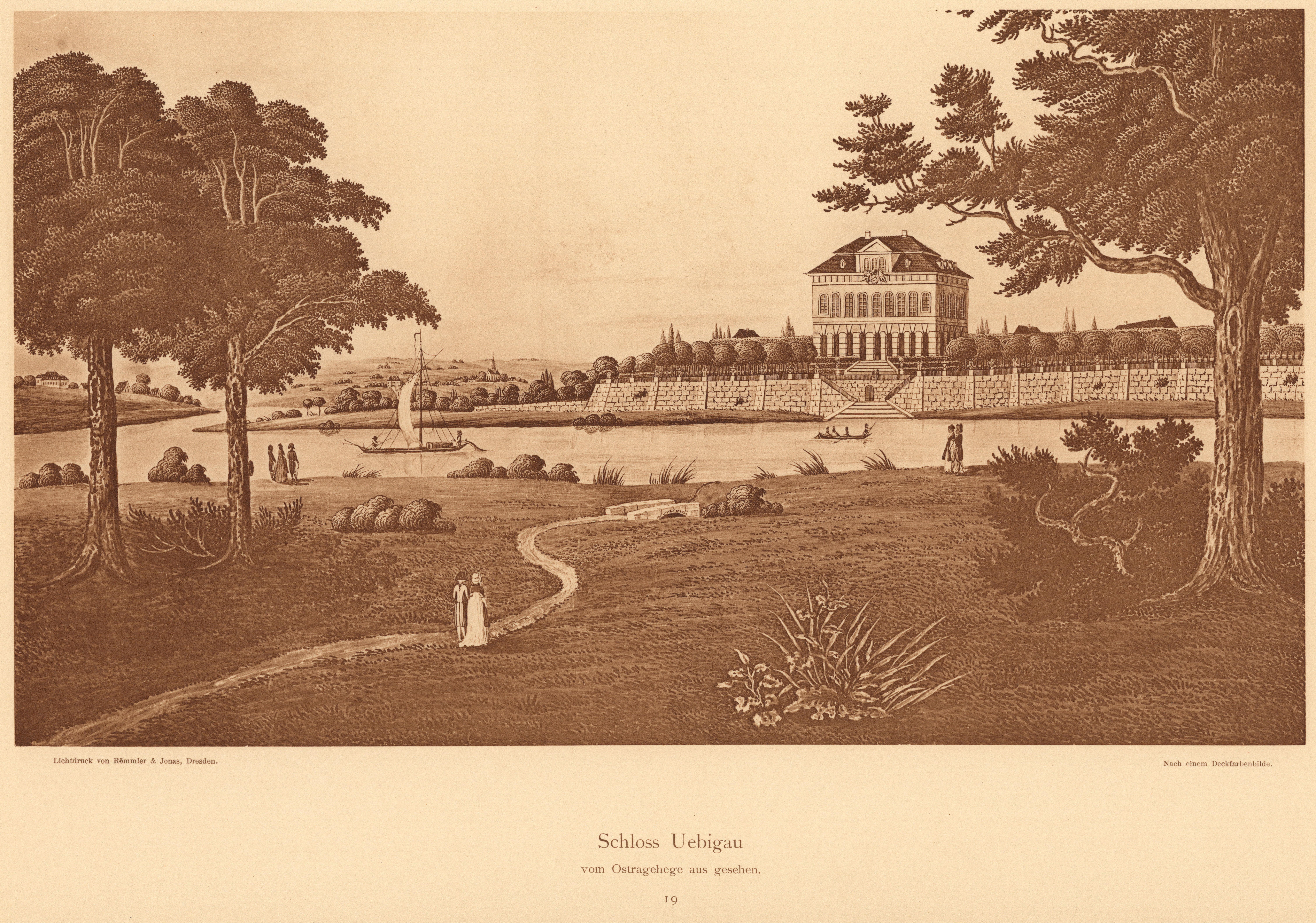
Das Schloss, Anfang des 19. Jh. vom Ostragehege aus gesehen

Dresdner Schloss Übigau, Anfang 20. Jahrhundert mit Schiffs-Szenerie - Alter Druck

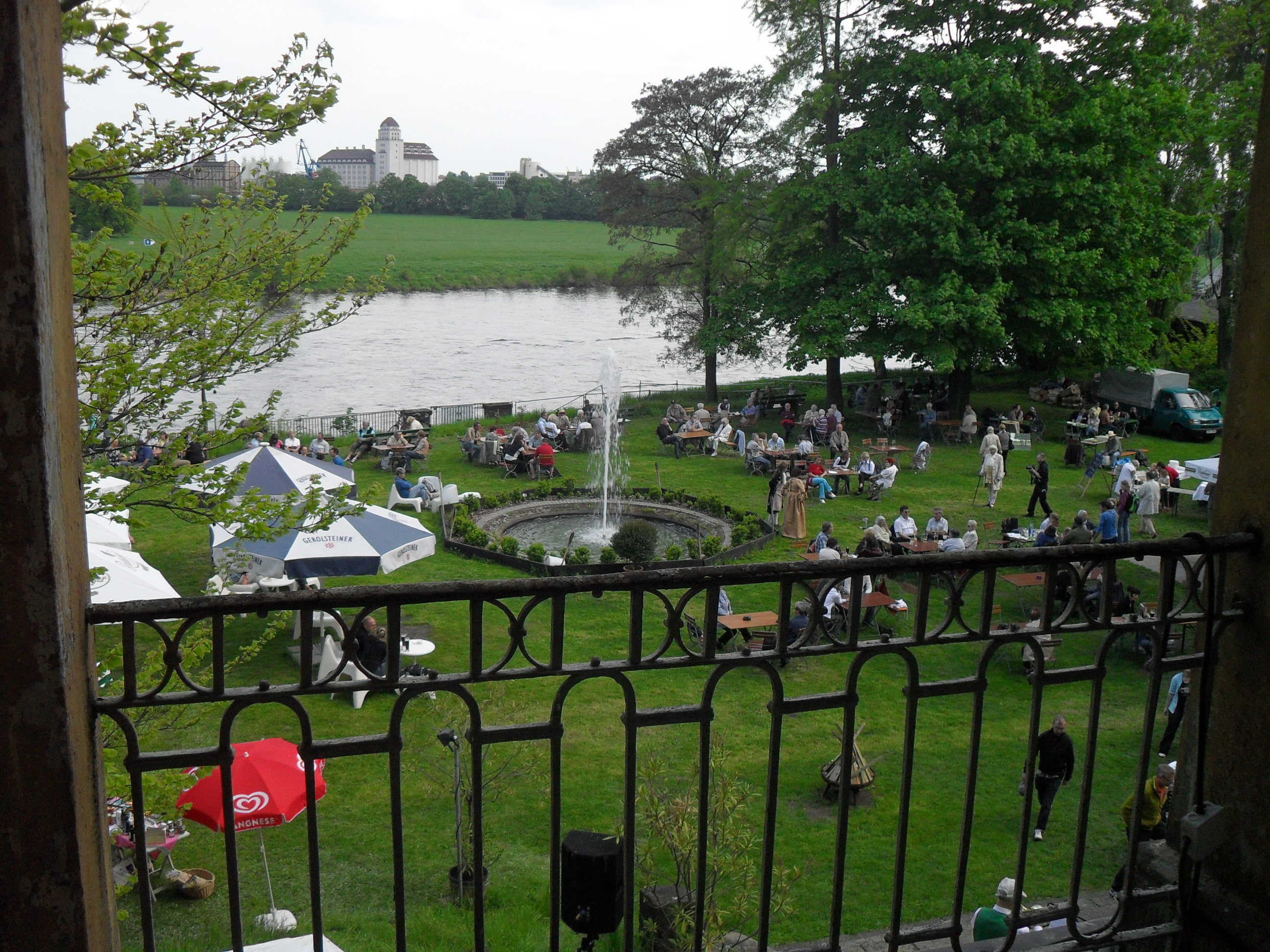
Blick vom Schlossbalkon über den Garten zur Elbe

## Lage
Im Nordwesten der sächsischen Landeshauptstadt gelegen, befindet sich das Schloss etwas südlich des Altübigau genannten historischen Dorfkerns des Stadtteils Übigau, etwa drei Kilometer von der Inneren Altstadt entfernt. Es steht zwischen der Werftstraße und dem rechten Elbufer, mit dem es durch den Schlossgarten über eine Freitreppe verbunden ist, auf einem etwa 8200 m2 großen Grundstück mit der Adresse Rethelstraße 47. Von hier aus bietet sich eine Aussicht über die breiten Elbwiesen am anderen Ufer hin zum Pieschener Winkel, auf das Ostragehege und auch auf das Gelände des auf der gegenüberliegenden Flussseite gelegenen Alberthafens. In der unmittelbaren Nachbarschaft schließen sich in südwestlicher Richtung Industriegebäude an, die zum Teil ebenfalls nicht genutzt werden. Das insgesamt urbane Umfeld beeinträchtigt die Wirkung des einst freistehenden Gebäudes. Wie auch das übrige Übigau gehört das Schloss zum statistischen Stadtteil Mickten und mit diesem wiederum zum Stadtbezirk Pieschen. Etwa auf Höhe des Schlosses liegt zudem das westliche Ende des einstigen Weltkulturerbes Dresdner Elbtal.

## Bauweise

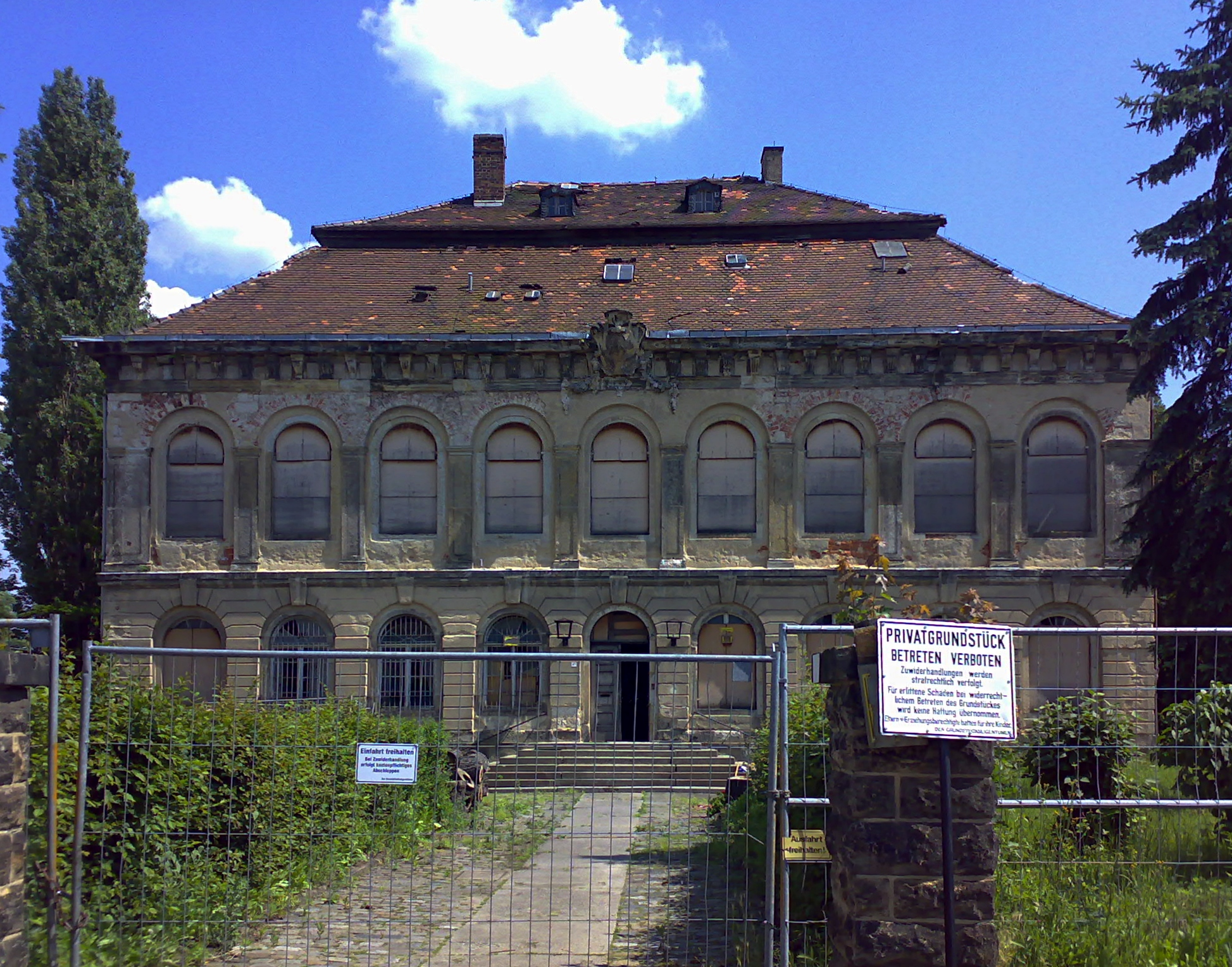
Frontansicht des Schlosses

Das Übigauer Schloss wurde Anfang des 18. Jahrhunderts innerhalb von zwei Jahren in barocken Formen errichtet. Es ist, bedingt durch dessen frühen Tod, das einzige verwirklichte Dresdner Gebäude des Hofbaumeisters Johann Friedrich Eosander von Göthe, der auch am Berliner Stadtschloss mitwirkte und erst kurz zuvor in die Residenzstadt Sachsens gerufen worden war. Noch vor der Fertigstellung des zweigeschossigen Bauwerks kam es zu einer Planänderung, in deren Folge das bestehende Kerngebäude auf der Gartenseite mit zwei übereinanderliegenden Bogenhallen erweitert wurde, von denen die im Erdgeschoss geschlossen blieb. Sieben der insgesamt neun Achsen des Schlosses im Obergeschoss öffnen sich dagegen in Loggien zur Elbe hin, so dass diese Fassade an die italienische Renaissance erinnert. Die übrigen Fenster haben Brüstungen und werden durch Pilaster voneinander getrennt. Sie sind infolge von Vandalismus und des fortgeschrittenen Verfalls allesamt seit den 1990er Jahren notdürftig mit Brettern vernagelt. Auf der Gartenseite befindet sich mittig über dem Obergeschoss ein Zwerchhaus. Dazwischen, an der Traufe, säumen die beiden sitzenden Herkules und Mars ein sächsisch-polnisches Wappen. Im Erdgeschoss finden sich rustikaartige Putzstreifen. Die ursprünglich geplanten Seitenflügel wurden nicht verwirklicht.

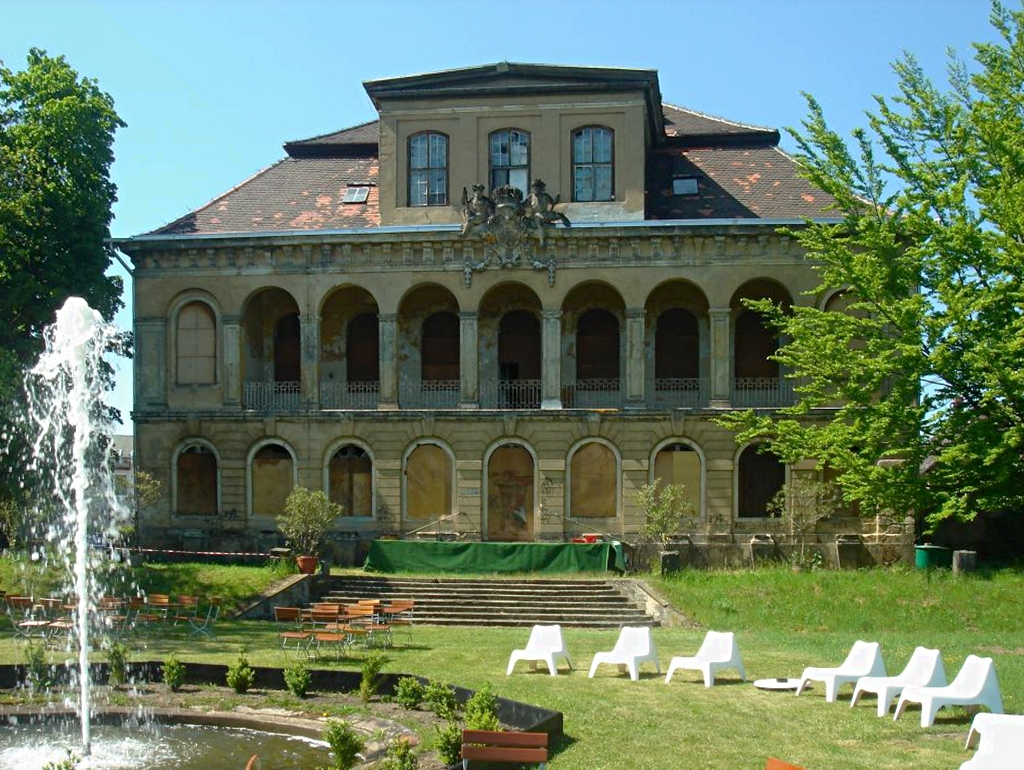
Gartenfassade

Seit ihrer Entstehungszeit war die Anlage mit einem üppig verzierten französischen Barockgarten ausgestattet. Zu dem Ensemble gehörten zwei Torhäuser, vier Pavillons, ein Wirtschaftsgebäude, eine Orangerie sowie ein Springbrunnen. Sie alle fielen der industriellen Nutzung des Geländes im 19. Jahrhundert zum Opfer, ebenso wie große Teile des einst reichen Skulpturenschmucks eines nicht bekannten Schöpfers. Eine zweiflüglige Freitreppe führt vom mehr als fünf Meter über dem normalen Niveau der Elbe gelegenen Garten hinab zu einem früheren Gondelhafen, welcher nach dem Schloss Pillnitz und dem Japanischen Palais, den beiden ebenfalls fremdländisch anmutenden Pendants des Übigauer Schlosses in Dresden, die dritte Anlegestelle für diese höfischen Wasserfahrzeuge auf der Neustädter Elbseite bildete. Am gegenüberliegenden Ufer, auf der Altstädter Elbseite, führt eine unter dem Namen Übigauer Fährweg bekannte Allee seit 1734 als Sichtachse auf das Schloss zu. Sie ist nicht in ihrer gesamten Länge erhalten.

## Geschichte

### Lustschloss des Adels
Der kurfürstlich-sächsische Kabinettsminister, Generalfeldmarschall und Geheimrat Reichsgraf von Flemming, der sehr wohlhabend und bekannt für seine prunkvolle Hofhaltung war, plante nach 1720 die Errichtung eines repräsentativen Sommerwohnsitzes für sich vor den Toren Dresdens. Er wählte als Standort ein an der Elbe bei Übigau gelegenes Terrain mit Aussicht auf die Residenzstadt. Die vier Besitzer dieser als Weingärten genutzten Grundstücke, Übigauer Bauern, wurden enteignet.

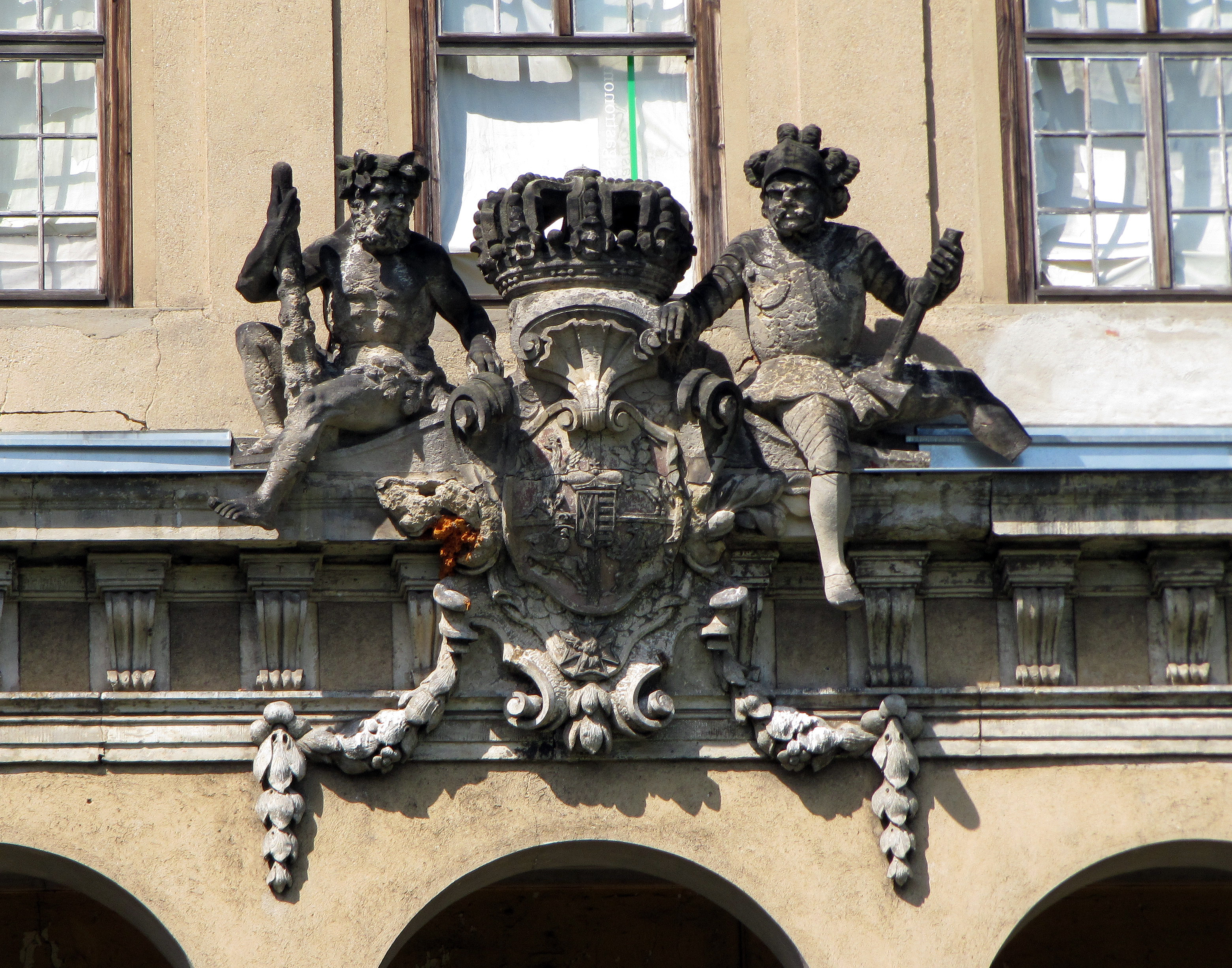
Durch Herkules und Mars gerahmtes sächsisch-polnisches Königswappen

Als der zwischen 1724 und 1726 unter der Leitung des aus Schwedisch-Pommern stammenden Architekten Eosander von Göthe errichtete Bau kurz vor seiner Fertigstellung stand, erwarb ihn der sächsische Kurfürst und König von Polen August der Starke zusammen mit zwei Häusern in Dresden für 100.000 Taler, womit sich in etwa die Vorgänge im Falle des Holländischen Palais (Japanisches Palais) ein knappes Jahrzehnt zuvor wiederholten. Der Kurfürst selbst war selten persönlich in Übigau anwesend. Zudem wurden die in seinem Auftrag durch den Baumeister Zacharias Longuelune für das Schloss ausgearbeiteten Erweiterungspläne nicht realisiert. Allerdings trieb er erfolgreich den Ausbau des Gartens voran und veranstaltete glanzvolle Festlichkeiten. Am 28. August 1727 feierte hier die deutsche Kaiserin Elisabeth, die Gemahlin Karls VI. und Mutter der späteren Kaiserin Maria Theresia, ihren 36. Geburtstag. Im Jahr 1728 weilte mit Friedrich Wilhelm I. der König von Preußen zu Besuch in dem Lustschloss.
Der Sohn Augusts des Starken, Friedrich August II., erbte das Schloss nach dem im Februar 1733 eingetretenen Tod seines Vaters. Da er nicht näher daran interessiert war, schenkte er es seinem Minister Graf Sułkowski als Anerkennung für dessen langjährige Dienste. Im Anschluss an den Sturz Sułkowskis im Februar 1738, der maßgeblich durch dessen Rivalen Graf Brühl vorangetrieben worden war, kaufte Friedrich August II. das Schloss zurück. In der Folgezeit nutzten hauptsächlich die Söhne des Kurfürsten das Schloss als Ausgangspunkt für Jagden in der Dresdner Heide. Ein letztes Großereignis war die Truppenparade des Sächsischen Heeres zwischen Übigau und dem drei Kilometer weiter nördlich gelegenen Wilden Mann mit verschiedenen Übungsmanövern im Jahr 1753; das Schloss diente hierbei als Lustlager. Für das Jahr 1770 ist der letzte Besuch eines Mitglieds des Hofes erwähnt.
Da die Albertiner nun vollends das Interesse am Schloss verloren hatten, richtete der Schlossgärtner anschließend eine bei den Bewohnern des Umlands schnell beliebte Gaststätte ein. Trotzdem befand sich das Palais auch zu dieser Zeit noch in einem sehr guten Zustand. Dies änderte sich nach einer Phase des Leerstands zu Beginn des 19. Jahrhunderts im Verlauf der Befreiungskriege. Nachdem sich im Anschluss an die Schlacht bei Großgörschen die Russische Zarenarmee aus dem erst kurz zuvor besetzten Raum Dresden zurückgezogen hatte, besetzten nun die Truppen Napoléons im Vorfeld der Schlacht von Dresden die sächsische Residenzstadt und ihr Umland. Ein Teil von ihnen war zwischen dem 11. und dem 18. Mai 1813 im Schloss Übigau einquartiert und plünderte oder zerstörte die Inneneinrichtung. Das sächsische Königshaus ließ das mittlerweile verwahrloste Schloss im Jahr 1831 schließlich versteigern.

### Zentrum des deutschen Dampfmaschinen- und Binnenschiffbaus

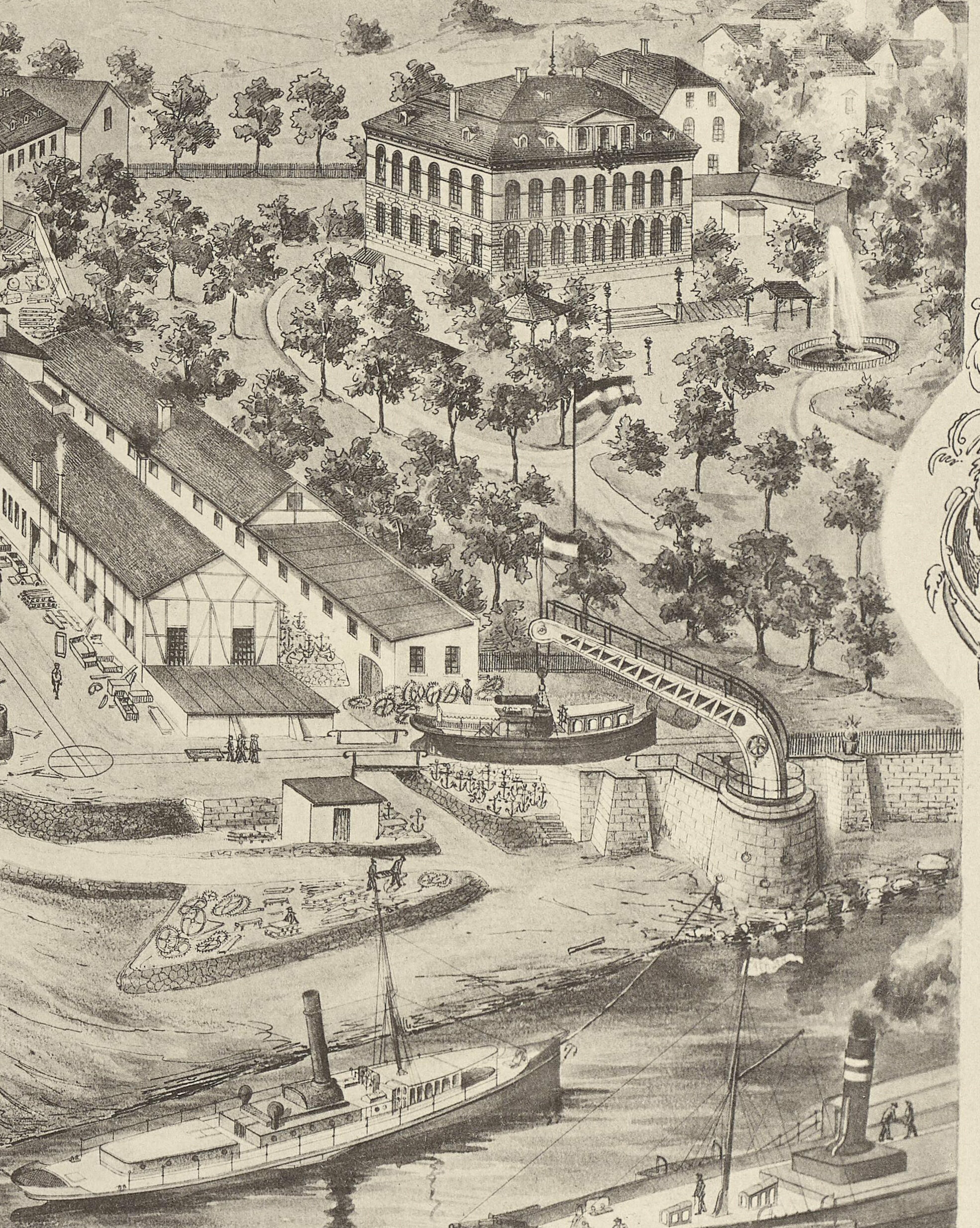
Schloss Übigau neben der Schiffswerft Übigau (1893)

Bei dieser Versteigerung erhielt der Dresdner Ratszimmermeister Paul Siemen den Zuschlag und renovierte das Gebäude. Damit kam es zu einer zweiten Blüte. Fünf Jahre später, in der Anfangszeit der Industriellen Revolution, gehörte Johann Andreas Schubert zu den Gründern des Actien-Maschinenbau-Vereins Übigau, dessen Produktionsgebäude unmittelbar nördlich des Übigauer Schlosses in dessen Park angesiedelt war. Das damals durch das Unternehmen erworbene Schloss beherbergte im Erdgeschoss Verwaltungsbüros, im Obergeschoss lagen Konstruktionsräume und die Wohnung Schuberts als Technischem Direktor und Firmenleiter. Die Maschinenbauanstalt produzierte unter seiner Führung vorwiegend Dampfmaschinen und Dampfkessel. Schubert konstruierte 1837 in Übigau den Antrieb der Königin Maria, eines der ersten oberelbischen Dampfschiffe, ein Jahr später folgten Kessel und Maschine des Dampfers Prinz Albert. Etwa zeitgleich baute er hier die erste funktionstüchtige in Deutschland konstruierte Dampflok, die Saxonia, die später für die Leipzig-Dresdner Eisenbahn zum Einsatz kam. Nachdem Schubert im April 1838 seinen Vertrag beim Actien-Maschinenbau-Verein gekündigt hatte und wieder seinen Lehrstuhl an der Königlich-Technischen Bildungsanstalt Dresden wahrnahm, geriet das Unternehmen in wirtschaftliche Schwierigkeiten. Im Jahr 1841 wurde es wegen Auftragsmangels liquidiert.
Danach diente das Übigauer Schloss zunächst weiter als Verwaltungssitz verschiedener Firmen. So hatten sich in der Nachbarschaft ab den 1840er Jahren nacheinander eine Dampfmühle, eine Essig- und Farben-, eine Saiten- sowie eine Papierfabrik niedergelassen, die schließlich 1875 abbrannte. Parallel wohnte zwischen 1854 und 1886 die Familie von Oppen im Schloss.

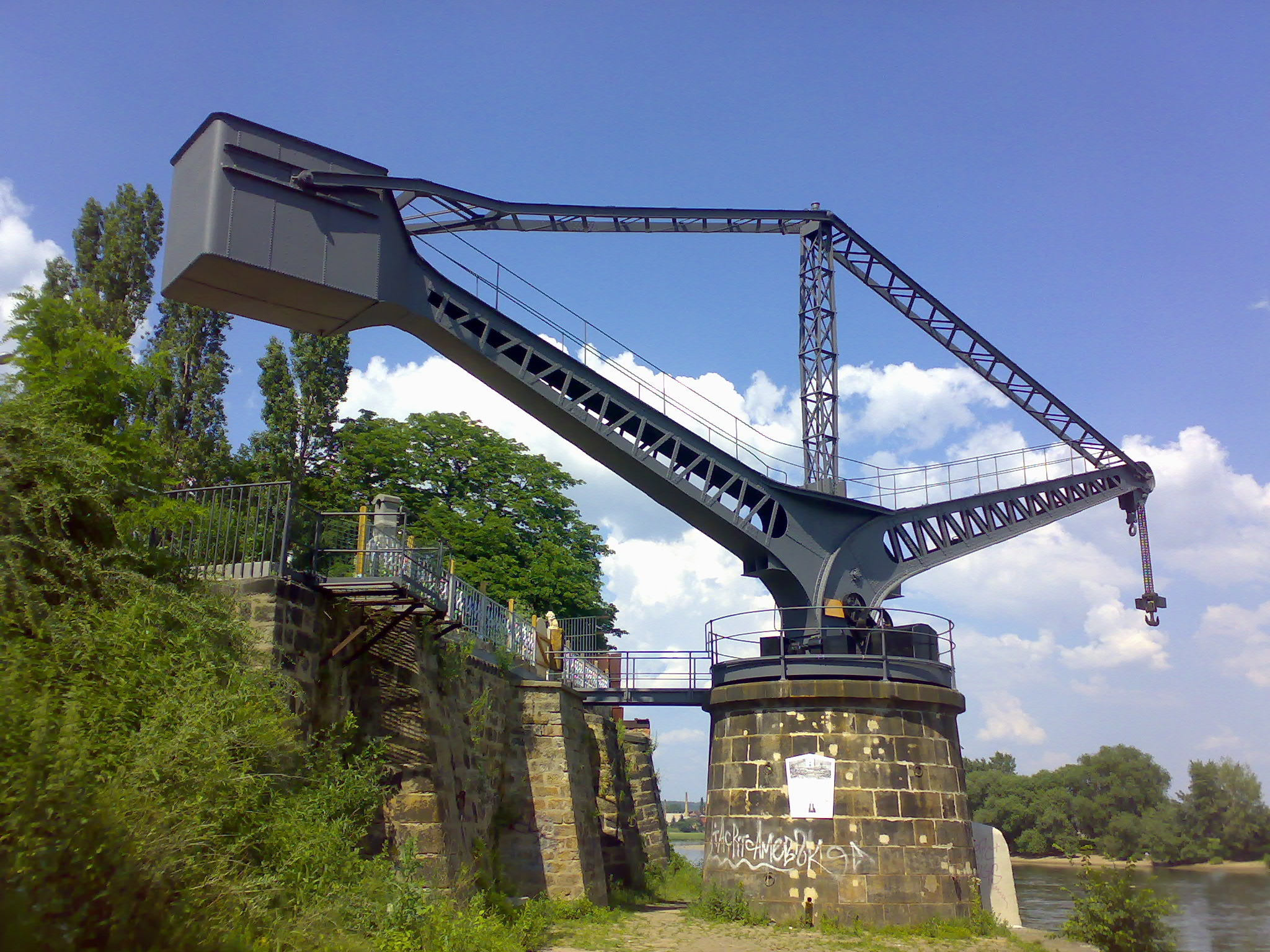
Dieser Drehkran, ein technisches Denkmal, steht am Elbufer unterhalb des Schlosses auf dem angrenzenden ehemaligen Werftgelände.

Auf dem südlichen Nachbargrundstück wurde 1877 eine Binnenwerft gegründet und drei Jahre später durch die Elbschifffahrtsgesellschaft Kette übernommen, deren Name auf die damals auf der Elbe praktizierte Kettenschifffahrt Bezug nahm. Unter der Leitung des Ingenieurs Ewald Bellingrath wurde sie kontinuierlich zu einer der bedeutendsten Binnenwerften Europas ausgebaut. Die Kette-Werft dehnte ihren Besitz 1886 auf das Schloss aus und ging 1905 in der Dresdner Maschinenfabrik und Schiffswerft Übigau auf. Zunächst verpachtete sie das Gebäude an einen Gastwirt, der hier 1886 bis 1921 die Schloßschänke Übigau betrieb, im Anschluss an den Ersten Weltkrieg richtete sie hier ihre Verwaltungsräume ein. Nachdem das Großunternehmen 1930 im Zuge der Weltwirtschaftskrise geschlossen werden musste, sollte das nunmehr mitten in einem Industriegebiet gelegene und im Besitz eines Grundstücksspekulanten befindliche Schloss Übigau abgebrochen werden.
Der Abbruch konnte dadurch verhindert werden, dass der Zentralverein für Arbeitersport 1885 e. V., ein Übigauer Arbeitersportverein und früher Vorläufer des SC Borea Dresden, das Gebäude pachtete und die Räume verschiedenen Organisationen wie der KPD zur Verfügung stellte, weshalb das Gebäude in den frühen 1930er Jahren als Rotes Schloss bekannt war. Nach der Machtergreifung der Nationalsozialisten wurden kommunistische Vereine verboten und ihre Übigauer Mitglieder Mitte Juni 1933 im Schloss gesammelt und danach ins KZ Hohnstein verbracht. Daraufhin stand das Schloss erneut kurz leer, bis es zeitweise als Wohnsitz des Besitzers des 1935 auf dem Werftgelände neu gegründeten U-Boot-Rüstungsbetriebs genutzt wurde. Nach dem Ende des Zweiten Weltkriegs erfolgte 1948 die Enteignung dieses Betriebs.

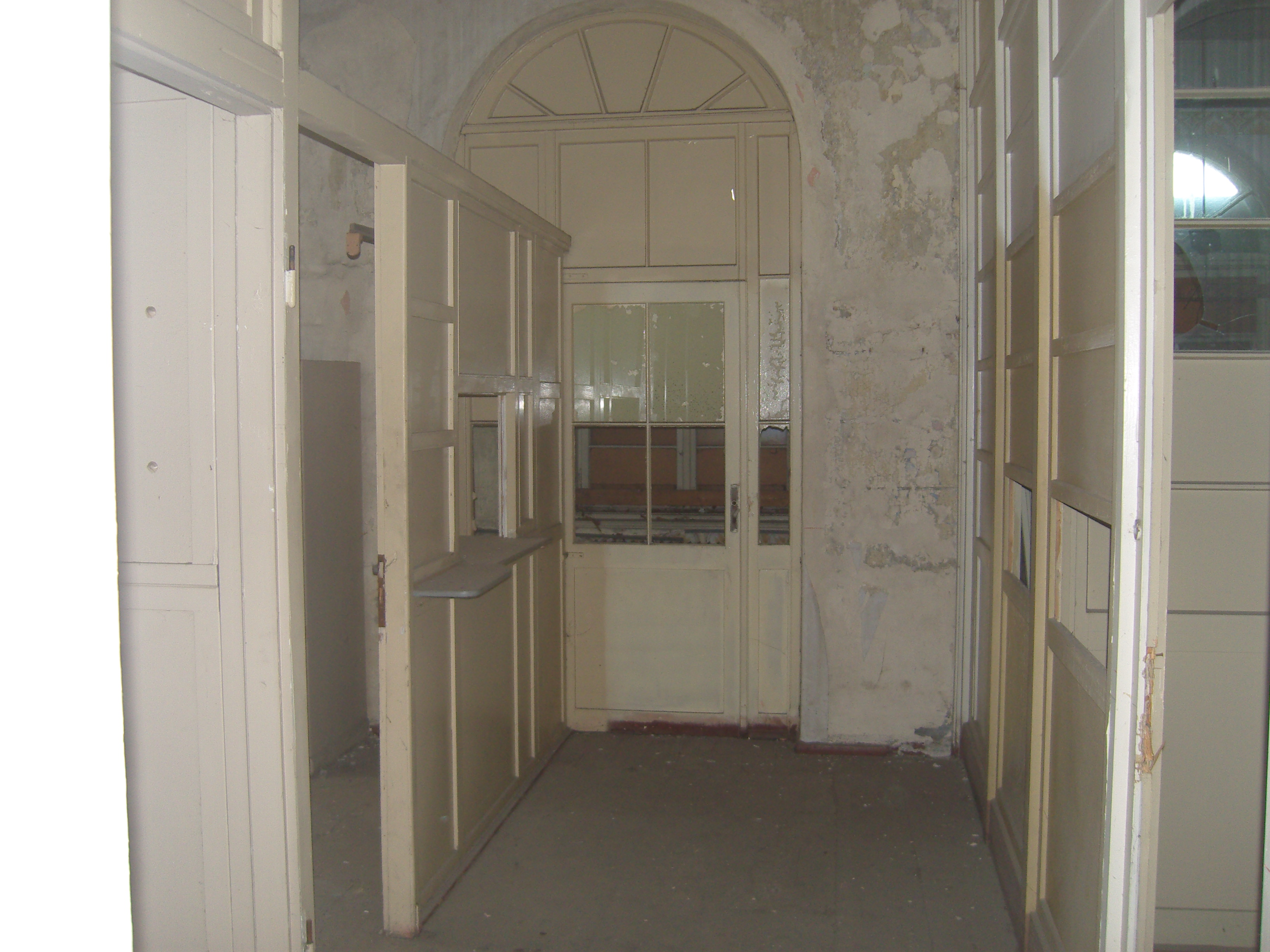
Ehemalige Lohnbuchhaltung des Dampfkessel-VEB

In der Zeit der DDR war im Schloss die Verwaltung des VEB Dampfkesselbau Übigau untergebracht. Nördlich des Schlosses wurde 1954 das zum VEB TuR Dresden gehörige Kulturhaus errichtet, in dem viele Größen des DDR-Kulturbetriebs einmal aufgetreten sind und das seit dem Jahr 2000 von dem Künstler Eberhard Bosslet als Atelier genutzt wird. Während der 1970er Jahre war der Schlosspark mehrmals Veranstaltungsort eines kleinen Stadtteilfests, gegen Ende des Jahrzehnts musste er aber auf Grund von Vandalismus für die Öffentlichkeit geschlossen werden. Das historische Übigauer Schlossbauwerk blieb noch bis 1990 der Sitz des VEB Dampfkesselbau.

### Nach der Wende
Seit der Zeit der politischen Wende, in der sich der Dampfkesselbaubetrieb drastisch verkleinern musste und schließlich auszog, steht das Schloss Übigau leer. Ein Möllner Investor kaufte das Schloss 1993 von der Treuhandanstalt, um darin Kunstateliers unterzubringen, doch wegen eines Formfehlers musste der Vertrag im Nachhinein für ungültig erklärt werden. Außerdem wurde ein Rechtsstreit mit dem Sohn des Alteigentümers ausgetragen. Mitte der 1990er Jahre wurde immer wieder in das Schloss eingebrochen und Müll abgelagert, Ende 1997 zog der Investor schließlich nach vierjährigen erfolglosen Verhandlungen mit Treuhand und Denkmalschutzamt sein Angebot endgültig zurück.

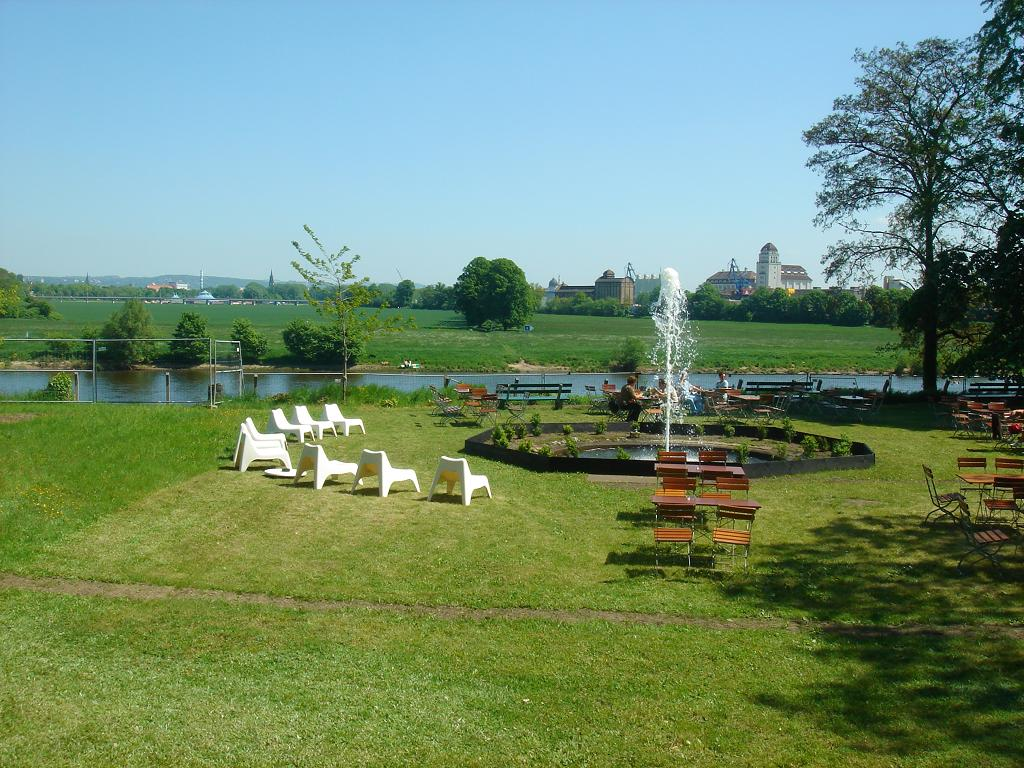
Von der Sommerwirtschaft im Schlosspark aus bietet sich eine weite Aussicht über die Elbwiesen auf das Ostragehege

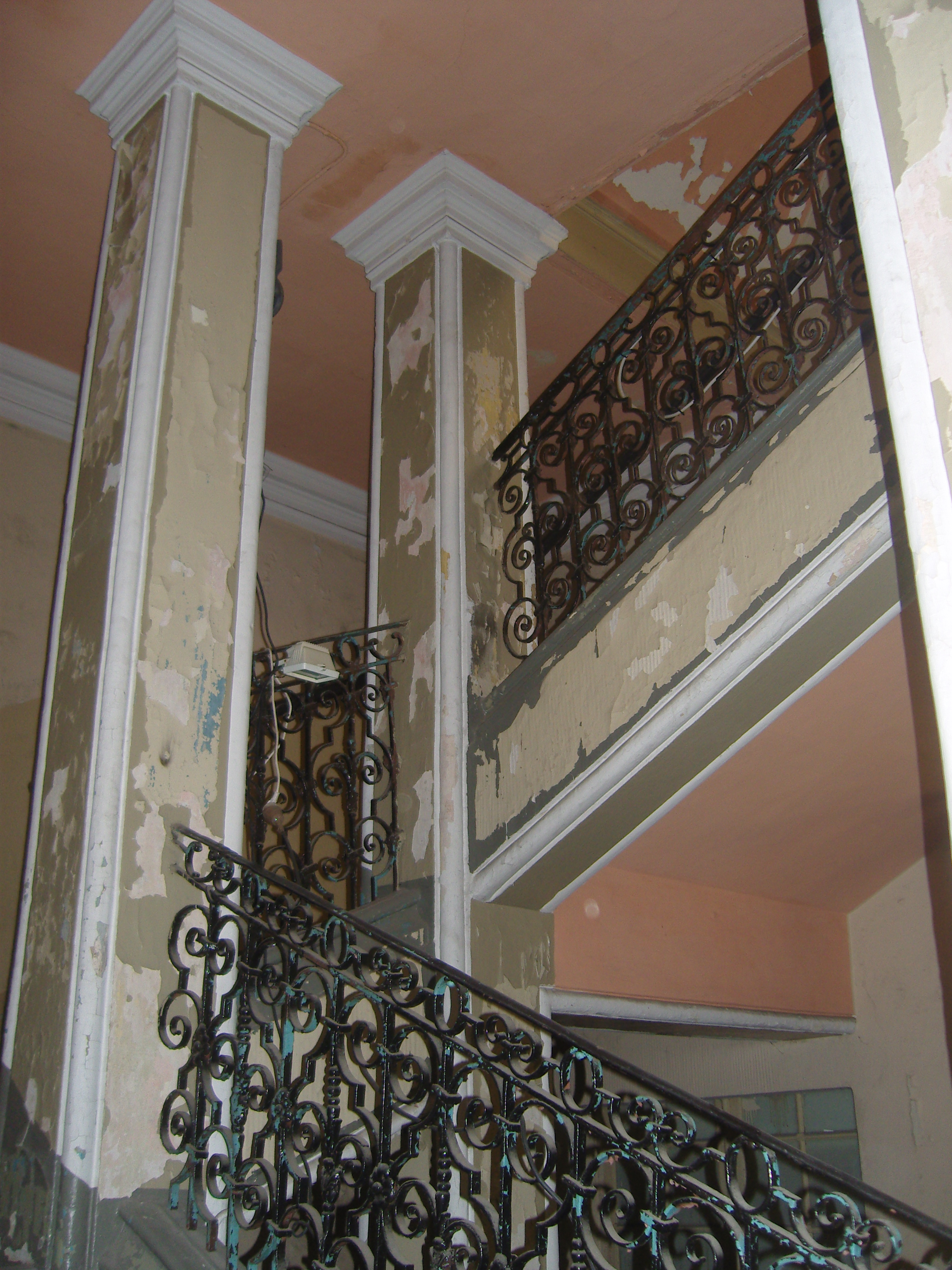
Treppenhaus (Stand: April 2011)

Im August 1999 erwarb der Heidelberger Zigarren- und Immobilienunternehmer Dieter Schinz (1938–2009) das Gebäude und plante neben einer kulturellen Nutzung auch die Einrichtung einer Wohnung sowie von Büroräumen. Er beabsichtigte auch die originalgetreue Wiederherstellung der barocken Gartenanlage. Im darauffolgenden Jahr kaufte er weitere Grundstücke in der Umgebung hinzu, doch zum Sanierungsbeginn kam es bislang nicht. Lediglich einige Sicherungsmaßnahmen sind seither am Gebäude erfolgt. Weitere Interessenten kamen nicht zum Zug. Selbst die Erhebung des Schlossgrundstücks zu einem Teil des Weltkulturerbes Dresdner Elbtal im Jahr 2004 änderte nichts am Status quo.
Im Jahr 2004 besuchten die US-amerikanischen Kaufinteressenten Helga und Jack van Horn das Gelände. Es kam aber nicht zum Weiterverkauf. Im Juni 2005 gründete sich daraufhin die Bürgerinitiative Schloss Übigau, die sich bis zu ihrer Auflösung Ende 2009 für Erhalt und Sanierung des Kulturdenkmals einsetzte. Von 2006 bis 2008 organisierte sie außerdem jährlich ein Übigauer Schloss- und Straßenfest. Für die Sommermonate des Jahres 2008 wurde der Park erstmals seit Jahrzehnten wieder öffentlich zugänglich gemacht, weil ein Biergarten darin eröffnete. Unter dem Namen „Sommerwirtschaft Schloss Übigau“ wird er seither jährlich im Sommer betrieben. Im Sommer 2009, nach dem Tod des Eigentümers Schinz, gründete sich der Förderverein Schloss Übigau für Kunst und Kultur e. V., der sich in Abstimmung mit der Haupterbin und in Nachfolge der Bürgerinitiative für die kulturelle und künstlerische Nutzung des Schlosses und dessen Außenanlagen einsetzt und auch selbst Veranstaltungen durchführen will. Weiterhin laufen Planungen, die die Sanierung des Gebäudes in einem Zeitraum von fünf bis zehn Jahren zum Ziel haben.
Der Freistaat und die Stadt forcieren nicht den Rückkauf des Geländes, wie von der Fraktion Bündnis 90/Die Grünen gefordert, sondern erteilte zunächst nur Auflagen an das Immobilienunternehmen zur Sicherung des Denkmals.
Ende 2010 ließ Ingrid Schinz von Studenten der Dresdner Hochschule für Technik und Wirtschaft Dresden unter Leitung von Professor Torsten Gonschorek Konzepte für eine künftige öffentliche Nutzung der Anlage am Übigauer Elbufer entwerfen. Die Ideen gehen von einem Schokoladenschlösschen (Café, Kurse und Verkauf) über ein Rokoko-Zentrum, eine Tanz- und Musikschule, Ateliers für Künstler (alles mit Sommerwirtschaft) bis zu einer Büronutzung. Karsten Linke, dessen Ingenieurbüro die Eigentümerin vertritt, berichtete im März 2012 dem Ortsbeirat (seit 2018: Stadtbezirksrat) Pieschen über diese Ideen.
Im November 2017 kam es zu einem erneuten Eigentümerwechsel. Das Schlossgebäude ist nun im Besitz von Frank Bertram und seiner Bertram Grundbesitz GmbH Co. KG.